# Pedret i Marzà
Pedret i Marzà est une commune d'Espagne dans la communauté autonome de Catalogne, province de Gérone, de la comarque d'Alt Empordà.